# Кејсар Аминпур
Кејсар Аминпур (персијски.: قیصر امین‌پور‎) је ирански песник, писац и универзитетски професор. Амирпур се може сматрати једним од оснивача пост-револуционарне иранске поезије.

## Биографија
Кејсар Аминпур рођен је 22. април 1959. године у селу Готванд, у округу Шуштар у покрајни Хузестан. Основну и средњу школу је завршио код доктора Моина и ајатолаха Талеканкја у граду Дезфул на југозападу Ирана. Године 1978. уписао је ветерину на Универзитету у Техерану, али се после неког времена исписао са студија.
Кејсар Аминпур се 1984. године по други пут уписао на универзитет, али овог пута на студије персијског језика и књижевности. На том смеру је стигао и до докторских студија које је завршио 1997/98. године одбранивши докторску дисертацију под називом "Традиција и иновација у модерној поезији" под менторством др. Мохамедрезе Шафија Кадканија. Ова дисертација је објављена 2004/05. године.
Године 1979/80. био је међу песницим који су формирали и водили Сектор за поезију на Одсеку за уметност и који је деловао до 1987/88. године. Током овог периода био је уредник поетских страна у недељникy Соруш, а такође је 1984/85. године објавио и своју прву збирку поезије под називом „У сокаку Сунца”. У питању је збирка рубаија и дистиха. Након тога је објавио и збирку „Јутатњи уздисај” у којој се нашао известан број газела и око двадесет песама испеваних у нимаи стилу који неки грешком мешају са слободним стихом. Аминпур никада није писао поезију која је одступала од песничког метра, али са друге стране никада није ни одбацивао ту врсту поезије.
Доктор Кејсар Аминпур почео је 1988/89. године да предаје на Универзитету ал-Захра, а затим од 1990/91. године на У универзитету у Техерану. Добитник је награде Нима Јушиџ познате као Кристални Морг Амин за 1989/90. годину. Др Аминпур је 1993/94. године изабран за придруженог члана Академије за персијски језик и књижевност. Преминуо је 30. октобра 2007. године у болници Деј у Техерану од болести бубрега и срца.
Године 2017. др Мехди Фирузијан са Универзитета у Техерану објавио је књигу „Ова песма нема мирис хлеба - стилистика песама Каисара Аминпура”.

## Стил
Аминпурова поезија је вредна у реторичком смислу и допринела је потенцијалима и могућностима персијског језика. Он је у своју поезију укључио стилске и реторичке одлике класичне и нимаи поезије. Неки од фактора који су допринели његовој стилској надмћности су иновативност у реторици као и разумевање шта данашња публика очекује од поезије.

## Мишљења других
Сејид Абас Саџади, извршни директор фонндације за уметност Ниаваран, рекао је о Аминпуру: "По мом мишљењу био је чудан човек" и "иза његовог увек насмејаног лица крила се туга, јер овај велики песник никада није био далеко од друштвеног бола."
Универзитетски професор др Назари у једном свом чланку пише: "Каисар је један од малобројних песника који је у својој поезији водио рачуна о моралу и праведности... Каисар је био песник који је живео у утопији и стварао утопију. Каисар је трагао за идеалним друштвом у коме је правда раширена, утопијом која је веза између појединца и вере.

## Дела
Објављивао је поезију за децу и књижевну прозу, од којих треба поменути:
- „Олуја у загради” – (књижевна проза, 1986/87. године)
- „Поема поднева десетог дана” – (поезија за децу, 1986/87. године)
- „Попут извора, попут реке” – (поезија за децу, 1989/90. године)
- „Летење без крила” – (књижевна проза, 1991/92. године)
- „Неочекивана огледала” – (збирка поезије, 1993/94. године)
- „Речима ласте” – (поезија за децу, 1996/97. године)
- „Изабране песме” – (1999/2000. године)
- „Сви цветови су сунцокрети” – (збирка поезије, 2001/02. године)
- „Граматика језика љубави” – (2007. године)

„Граматика језика љубави” последња је збирка поезије Каисара Аминпура и објављена је у лето 2007. године у Техерану, а након мање од месец дана изашло је и друго издање ове књиге.

## Смрт
После саобраћајне несреће 1999/2000. године стално је боловао од разних боести. Упркос томе што је имао две операције срца и трансплантацију бубрега, преминуо је 30. октобар 2007. у болници Деј у Техерану. Сахрањен је у свом родном месту Готванд, поред гробнице Незнаних мученика из тог округа. После смрти Кејсара Аминпура, један трг у Техерану добио је његово име.